# 동희그룹
동희그룹은 대한민국의 기업집단이다. 동희오토, 동희산업 등의 계열사가 있다. 해당 업체는 기아의 경차 모델인 기아 모닝과 기아 레이를 위탁 제조하고 있다.

## 같이 보기
- 동희홀딩스